# Robert Spillane (Schauspieler)
Robert „Bobby“ Spillane (* 21. September 1964 in New York; † 10. Juli 2010 ebenda) war ein US-amerikanischer Schauspieler.

## Leben
Robert Spillane wurde in Manhattan geboren. Sein Vater war Mickey Spillane (1934–1977), ein irisch-amerikanischer Gangsterboss, der in den 1960er und 1970er Jahren im New Yorker Viertel Hell’s Kitchen seine Geschäfte machte, bis er 1977 von einer rivalisierenden Gang erschossen wurde. Damals war Robert Spillane zwölf Jahre alt.
Spillane spielte Episodenrollen und Gastrollen in verschiedenen amerikanischen Fernsehserien. Außerdem übernahm er kleinere Rollen in Kinofilmen. Er spielte unter anderem in den Serien New York Cops – NYPD Blue, Law & Order und Rescue Me. Eine kleinere Rolle hatte er als Security Officer in dem Remake Die Thomas Crown Affäre.
Spillane verfasste außerdem ein Off-Broadway-Theaterstück All Dolled Up über einen Gangster und Crossdresser.
Er starb bei einem Sturz aus einem ungesicherten Fenster seines Appartements in Manhattan.

## Filme (Auswahl)
- 1996–1997: EZ Streets (Fernsehserie, 8 Folgen)
- 1997: New York Cops – NYPD Blue (NYPD Blue, Fernsehserie)
- 1997–2005 Law & Order (Fernsehserie, 4 Folgen)
- 1998: Strafversetzt – Mord in Manhattan (Exiled: A Law & Order Movie, Fernsehfilm)
- 1999: Die Thomas Crown Affäre (The Thomas Crown Affair)
- 2005: Remedy
- 2009: Rescue Me (Fernsehserie)
- 2009: The Queen of Greenwich Village